# Miss Tierra Estados Unidos
Miss Earth USA (anteriormente Miss Earth United States) es un concurso de belleza anual que selecciona a la representante de los Estados Unidos para Miss Tierra, que es un concurso de belleza internacional anual que promueve la conciencia ambiental.
La actual portadora del título es Danielle Mullins de Kentucky. Mullins fue coronada como Miss Earth USA 2023 el 7 de enero de 2023 por Miss Earth USA 2022, Brielle Simons de Connecticut durante la competencia que se llevó a cabo en el Teatro Linda Chapin del Centro de Convenciones del Condado de Orange en Orlando, Florida.
En enero de 2016, los propietarios de Miss Tierra, Carousel Productions, Inc., anunciaron, a través de su página oficial de Facebook, que el programa Miss Earth USA sería administrado por U.S. Earth Productions/Beauty Beyond Borders, Inc. bajo el liderazgo de la directora nacional Laura Clark.
En agosto de 2018, la organización actual anunció que cambiaría su nombre a Miss Earth USA.

## Historia

### 2001-2004: Ms. America International
Las candidatas de Estados Unidos en Miss Tierra de 2001 a 2005 fueron seleccionadas por el concurso Ms. America International, donde el premio era representar a los Estados Unidos en el concurso Miss Tierra.
La primera candidata estadounidense para Miss Tierra es Abigail Royce de California. Compitió en 2001 donde quedó como una de las semifinalistas del Top 10.

### 2005-2015: Earth Pageant Productions
En 2005, Earth Pageant Productions adquirió los derechos para realizar la competencia nacional de los Estados Unidos y seleccionar una ganadora nacional para participar en el concurso Miss Tierra. Por lo tanto, se estableció un concurso nacional para realizar el concurso anual Miss Earth United States.
Miss Earth United States representa a los Estados Unidos en el concurso anual de Miss Tierra. El concurso adoptó el eslogan «Continuing the Legacy of Beauty and Responsibility» (en español, Continuando el legado de belleza y responsabilidad). El concurso se centró principalmente en promover causas ambientales y los ganadores se eligen por igual en función de sus atributos físicos, así como de su comprensión y conocimiento de los problemas que afectan a la Tierra.
Para generar más conciencia sobre la causa y brindar a la próxima generación la oportunidad de involucrarse, se agregó una división para adolescentes en 2008. La ganadora del concurso, realizado junto con el certamen de Miss Earth United States, recibió el título de Miss Teen Earth United States. Como resultado, el concurso se conoció como los concursos de la Tierra de EE. UU.

### 2016-presente: U.S. Earth Productions/Beauty Beyond Borders, Inc.
U.S. Earth Productions/Beauty Beyond Borders, Inc. es la organización que actualmente posee y dirige el concurso de belleza Miss Earth USA desde 2016. La organización tiene su sede en Washington D. C..

## Competencia nacional
Los eventos previos al concurso se llevan a cabo durante un período de una semana e incluyen trabajo de servicio comunitario dentro de la ubicación anfitriona.
Las candidatas se califican en las siguientes áreas: entrevista de los jueces, traje de noche, traje de baño, un proyecto ambiental Think Global, Act Local, pasarela, fotogénica, entrevista con los medios y presencia y participación en las redes sociales.

## Rendimiento en Miss Tierra
En 2020, Lindsey Coffey es la primera representante de los Estados Unidos en ganar Miss Tierra durante su 20.º aniversario. Marisa Butler, Miss Earth USA 2021, Emaniii Davis, Miss Earth USA 2019 y Andrea Neu, Miss Earth USA 2014, ocuparon el puesto de primera finalista como Miss Tierra - Aire en sus respectivos años compitiendo en Miss Tierra.
Estados Unidos clasificó durante seis años consecutivos en Miss Tierra entre 2012 y 2017. Esta es la racha de clasificaciones más larga del país desde el inicio del concurso en 2001.

## Portadoras del título
Colores clave
- : Declarada como ganadora
- : Terminó como finalista
- : Terminó como una de las semifinalistas o cuartofinalistas

| Año  | Nombre             | Edad | Estado           | Ciudad natal    | Posición en Miss Tierra                 | Medallas y premios en Miss Tierra | Notas |
| ---- | ------------------ | ---- | ---------------- | --------------- | --------------------------------------- | --- | --- |
| 2001 | Abigail Royce      | 25   | California       | San Diego       | Top 10                                  | | Primera finalista en Miss Mundo Estados Unidos 2000. |
| 2002 | Casey Marie Burns  | 21   | California       | Long Beach      | No clasificó                            | | |
| 2003 | Jessica Schilling† | 19   | California       | Palm Springs    | No clasificó                            | | |
| 2004 | Stephanie Brownell | 20   | California       | Riverside       | No clasificó                            | Miss Amistad | |
| 2005 | Amanda Kimmel      | 21   | Montana          | Billings        | Top 8                                   | | Miss Montana USA 2005. |
| 2006 | Amanda Pennekamp   | 25   | Carolina del Sur | Columbia        | Top 16                                  | | Miss South Carolina USA 2004, primera finalista en Miss USA 2004. |
| 2007 | Lisa Forbes        | 26   | Kansas           | Overland Park   | No clasificó                            | | Miss Kansas USA 2004. |
| 2008 | Jana Murrell       | 26   | Nebraska         | Omaha           | Top 16                                  | | Miss Nebraska USA 2005. |
| 2009 | Amy Diaz           | 25   | Rhode Island     | Providence      | No clasificó                            | | Miss Rhode Island Teen USA 2001; Miss Rhode Island USA 2008, Top 15 en Miss USA 2008. |
| 2010 | Danielle Bounds    | 26   | Misuri           | Kansas City     | Top 14                                  | | |
| 2011 | Nicole Kelley      | 22   | Florida          | Palm Coast      | No clasificó                            | | |
| 2012 | Siria Bojorquez    | 19   | Texas            | El Paso         | Top 8                                   | Mejor en Traje de Baño (Grupo) · Desafío Trivia (Grupo) · Mejor Participación · Darling of the Press                                                                  | |
| 2013 | Nicolle Velez      | 22   | Nueva York       | Nueva York      | Top 16                                  | Mejores Profesoras de School Tour (Grupo) · Miss Amistad (Grupo) | |
| 2014 | Andrea Neu         | 24   | Colorado         | Pueblo          | Primera finalista (Miss Tierra - Aire)  | Mejor en Ropa de Playa (Grupo) · Mejor en Traje de Baño · Mejor Profesora (Grupo) · Mejor en Vestido de Noche (Grupo)                                                 | Miss U.S. International 2013, Top 15 en Miss Internacional 2013. |
| 2015 | Brittany Ann Payne | 23   | California       | Tehachapi       | Segunda finalista (Miss Tierra - Agua)  | Donantes de Caridad; · Mejor Eco Video y Más Alegre | |
| 2016 | Corrin Stellakis   | 19   | Nueva York       | Bridgeport      | Tercera finalista (Miss Tierra - Fuego) | Mejor en Traje de Baño (Grupo) · Darling of the Press; · Mejor en Traje de Baño de Hannah y 1.ª finalista en Miss Earth-Hannah's.                                     | Originalmente Top 8, luego elevada después de la renuncia de la Miss Tierra - Fuego original; Miss New York Teen USA 2014; Top 12 en Miss World America 2015; Miss U.S. International 2021. |
| 2016 | Mae-Ann Webb       | 25   | Carolina del Sur | Ridge Spring    | No compitió                             | No compitió | Originalmente primera finalista, luego asumió el cargo después de que la ganadora original fuera elevada a Miss Tierra - Fuego.                                                             |
| 2017 | Andreia Gibau      | 22   | Massachusetts    | Brockton        | Top 16                                  | Mejor en Ropa de Playa (Grupo) · Mejor en Traje de Baño (Grupo) | Miss New York USA 2020, Top 10 en Miss USA 2020. |
| 2018 | Yashvi Aware       | 25   | Maryland         | Frederick       | No clasificó                            | | |
| 2019 | Emanii Davis       | 25   | Georgia          | Griffin         | Primera finalista (Miss Tierra - Aire)  | Mejor en Vestido de Noche (Grupo); · Best Futuristic Filipiniaña, Host Lion Legazpi Oriental.                                                                         | Miss Georgia USA 2016, segunda finalista en Miss USA 2016; tercera finalista en Miss Mundo Estados Unidos 2017.                                                                             |
| 2019 | Libby Hill         | 28   | Texas            | Houston         | No compitió                             | No compitió | Originalmente primera finalista, luego asumió el cargo después de que la ganadora original alcanzara el puesto de Miss Tierra - Aire.                                                       |
| 2020 | Lindsey Coffey     | 28   | Pensilvania      | Centerville     | Miss Tierra 2020                        | Mejor en Vestido de Noche (Grupo) · Mejor Talento (Canto) (Grupo) · Mejor en Traje de Baño (Grupo) · Mejor en Ropa de Playa (Grupo) · Mejor en Ropa Deportiva (Grupo) | |
| 2021 | Marisa Butler      | 27   | Maine            | Standish        | Primera finalista (Miss Tierra - Aire)  | Mejor Talento (Canto) · Mejor en Ropa Deportiva | Miss Maine USA 2016; Miss Mundo Estados Unidos 2018, Top 30 en Miss Mundo 2018. |
| 2022 | Natalia Salmon     | 23   | Pensilvania      | Effort          | No compitió                             | No compitió | Más tarde fue reemplazada por la segunda finalista por razones desconocidas. |
| 2022 | Brielle Simmons    | 20   | Connecticut      | Fort Washington | No clasificó                            | Mejor Traje de Fauna (América) · Competencia en Ropa de Playa (Grupo Agua) · Competencia en Vestido Largo (Grupo Agua)                                                | Originalmente segunda finalista, luego asumió el cargo después de que la ganadora original fuera destronada.                                                                                |
| 2023 | Danielle Mullins   | 25   | Kentucky         | Louisville      | Top 20                                  | | |

Notas:
- † Ahora fallecida

### Estados por número de victorias
| Estado           | Títulos | Años                         |
| ---------------- | ------- | ---------------------------- |
| California       | 5       | 2001, 2002, 2003, 2004, 2015 |
| Pensilvania      | 2       | 2020, 2022                   |
| Texas            | 2       | 2012, 2019                   |
| Nueva York       | 2       | 2013, 2016                   |
| Carolina del Sur | 2       | 2006, 2016                   |
| Kentucky         | 1       | 2023                         |
| Connecticut      | 1       | 2022                         |
| Maine            | 1       | 2021                         |
| Georgia          | 1       | 2019                         |
| Maryland         | 1       | 2018                         |
| Massachusetts    | 1       | 2017                         |
| Colorado         | 1       | 2014                         |
| Florida          | 1       | 2011                         |
| Misuri           | 1       | 2010                         |
| Rhode Island     | 1       | 2009                         |
| Nebraska         | 1       | 2008                         |
| Kansas           | 1       | 2007                         |
| Montana          | 1       | 2005                         |

1. 1 2 3  Asumió o mantuvo el título por un breve período de tiempo después de que la ganadora original ganara un título de finalista de Miss Tierra y, por lo tanto, no compitió en Miss Tierra.

### Galería de ganadoras

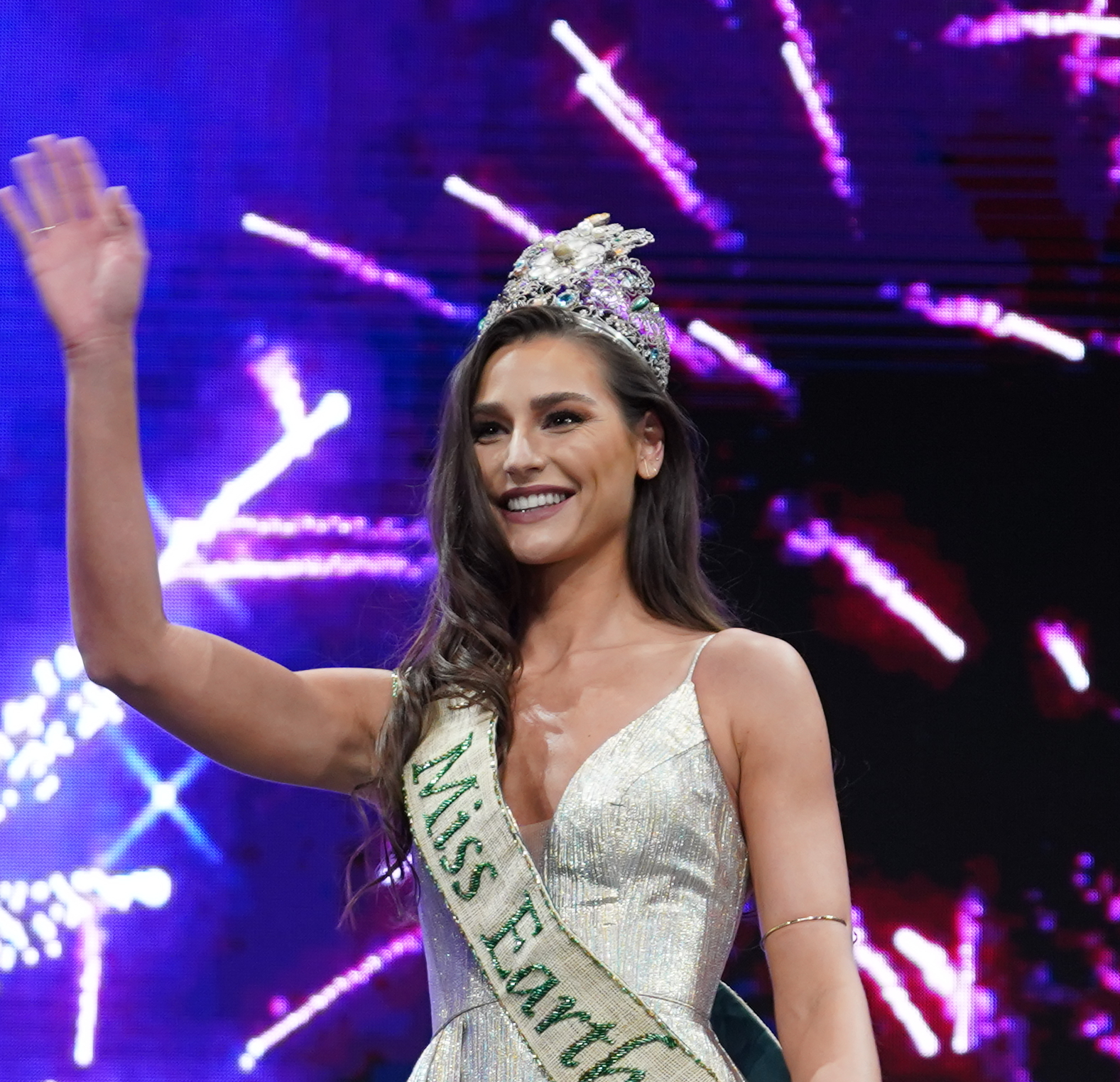
Miss Earth USA 2020 y Miss Tierra 2020 Lindsey Coffey
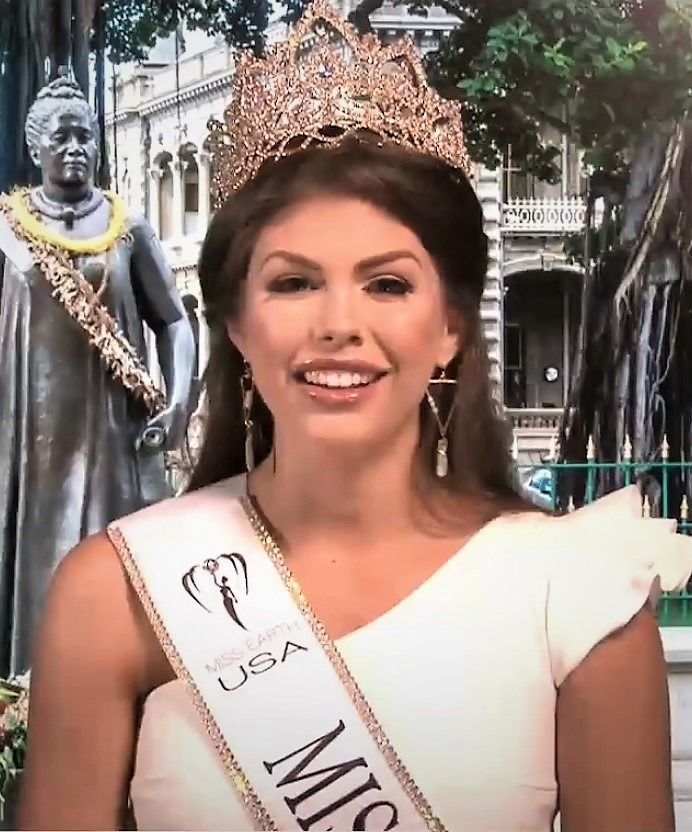
Miss Earth USA 2019 Libby Hill
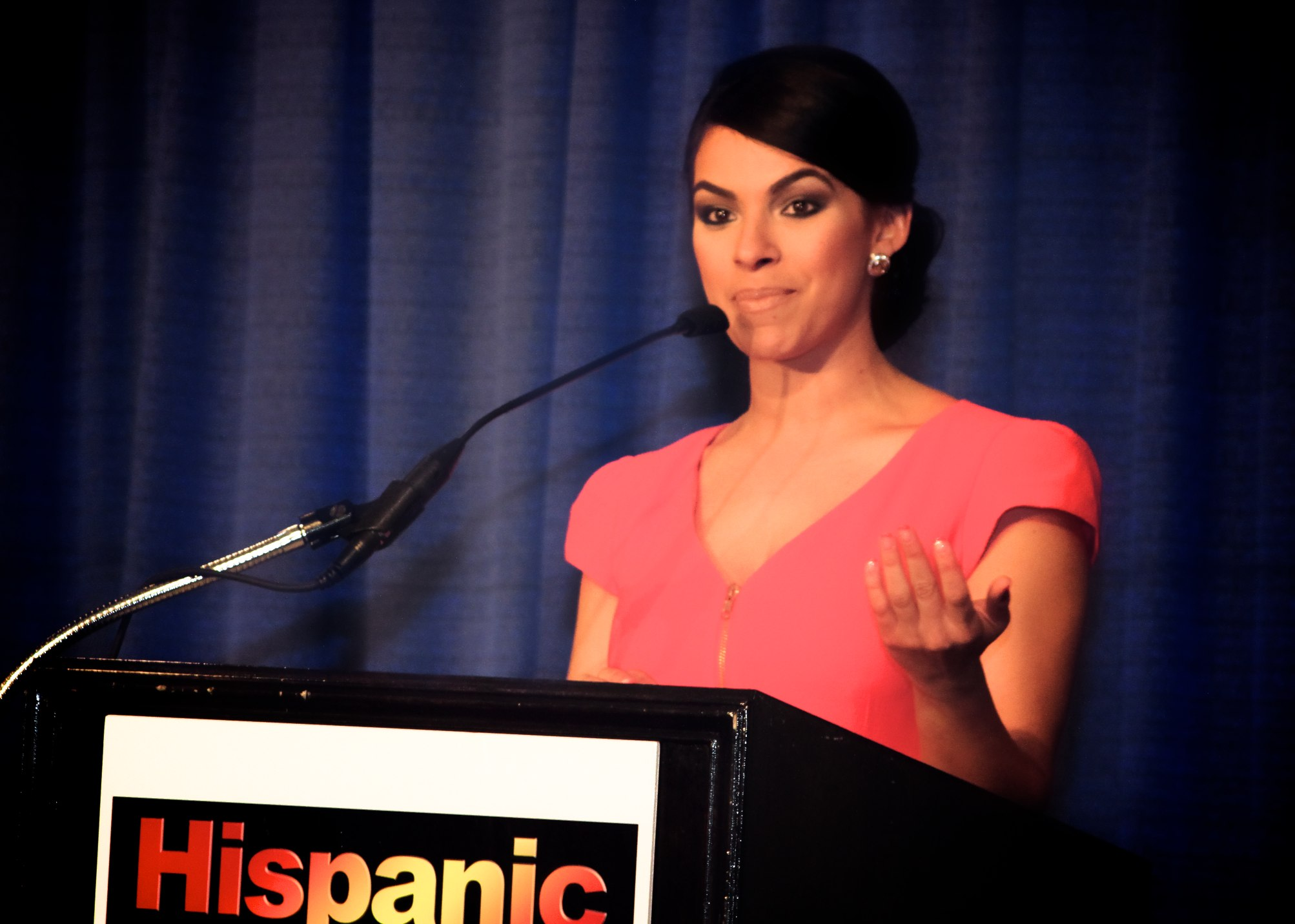
Miss Earth United States 2009 Amy Diaz
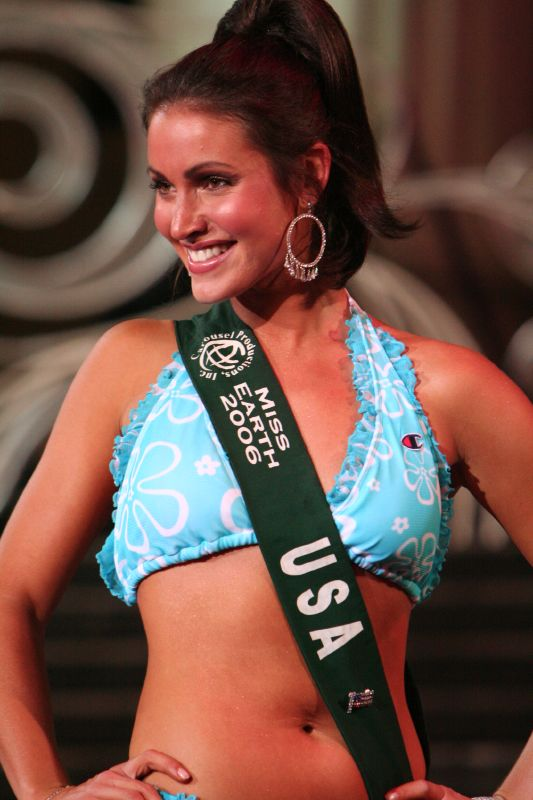
Miss Earth United States 2006 Amanda Pennekamp

## Divisiones adicionales de Miss Earth USA
El programa actual de Miss Earth USA requiere que las candidatas tengan entre 18 y 28 años a partir del 1 de enero del año de la competencia. U.S. Earth Productions/Beauty Beyond Borders, Inc. ofrece tres divisiones adicionales que apoyan a Miss Earth USA. Las ganadoras de las divisiones adicionales para las edades de 14 a 18 años (adolescentes) y de 21 a 59 años (señora) van a competir en concursos internacionales. Anteriormente, el programa tenía una división Elite Miss para edades de 26 a 38 años, pero esta fue descontinuada en 2022. Que todas las candidatas nunca hayan estado casadas (excluyendo Mrs.), nunca hayan tenido hijos (excluyendo a Mrs.), mujeres naturales y ciudadanas estadounidenses. Juntas, estas candidatas conforman el sistema Miss Earth USA y generan conciencia sobre las preocupaciones ambientales mientras celebran los talentos en el modelaje, la moda y la oratoria.

### Ganadoras
La siguiente es una lista de todas las ganadoras de las divisiones de apoyo de Miss Earth USA.
| Edición | Teen Miss Earth USA | Estado              | Mrs. USA                     | Estado                       | Elite Miss Earth USA | Estado          |
| ------- | ------------------- | ------------------- | ---------------------------- | ---------------------------- | -------------------- | --------------- |
| 2023    | Tayan Stansfield    | Kentucky            | Ann Pennington               | Nueva Jersey                 |                      |                 |
| 2022    | Presley Patrick     | Pensilvania         | Christine Rich               | Delaware                     |                      |                 |
| 2021    | Katia Gerry         | California          | Meredith Pope                | Alabama                      | Nalicia Ramdyal      | Nueva York      |
| 2019    | Sydni Terradot      | Luisiana            | Shelby Williams Dixon        | Carolina del Norte           | Celine Pelofi        | Florida         |
| 2020    | Sally Dorrell       | Virginia Occidental |                              |                              |                      |                 |
| 2019    | Sydni Terradot      | Luisiana            | Shelby Williams Dixon        | Carolina del Norte           | Celine Pelofi        | Florida         |
| 2018    | Payton Stockman     | Costa del golfo     | Brandi Jarvis Ibos           | Misisipi                     | Keyace Sims          | Costa del golfo |
| 2017    | Leslie Jackson      | Maryland            | División establecida en 2018 | División establecida en 2018 |                      |                 |
| 2016    | Sarah Levandowski   | Texas               | División establecida en 2018 | División establecida en 2018 |                      |                 |
| 2015    | Alyssa Klinzing     | Kansas              | División establecida en 2018 | División establecida en 2018 |                      |                 |

Notas:
- 2022: Presley Patrick representó anteriormente a Pensilvania en Teen Miss Earth USA 2021, quedando como segunda finalista.
- 2022: Christine Rich representó anteriormente a Maryland en Mrs. USA Earth 2021 y 2019, quedando como segunda y tercera finalista y Delaware en Mrs. USA Earth 2018, quedando como primera finalista. Christine fue anteriormente Mrs. Delaware America 2013, Mrs. Delaware United States 2015, ubicándose en el Top 15 en Mrs. United States, y Mrs. Delaware Galaxy 2018, quedando como segunda finalista en Mrs. Galaxy International.
- 2019: Celine Pelofi fue anteriormente Ms. United States 2015 en representación de Florida.
- 2018: Brandi Jarvis Ibos representó anteriormente a Misisipi en Miss Earth United States 2016, colocándose en el Top 10.
- 2018: Payton Stockman representó anteriormente a Florida en Teen Miss Earth Estados Unidos 2017, quedó como primera finalista y ganó el premio de natación.
- 2015: Alyssa Klinzing fue previamente Miss Kansas Teen USA 2013, ubicándose en el Top 15 en Miss Teen USA 2013 y luego Miss Kansas USA 2019, ubicándose en el Top 15 en Miss USA 2019.
- 2015: Vincenza Carrieri-Russo fue anteriormente Miss Delaware USA 2008 y Miss Delaware Estados Unidos 2014, ubicándose como segunda finalista en Miss Estados Unidos 2014.[18]